# Drogo z Szampanii
Drogo (ur. ok. 670, zm. 708) – syn Pepina z Herstalu i jego żony Plektrudy. W 690 roku mianowany przez ojca księciem Szampanii. W 695 roku ojciec wyznaczył go majordomem Burgundii. Po śmierci Nortberta księcia Burgundii w 697 roku został księciem Burgundii. Zmarł w 708 roku i został pochowany w Metzu. Po jego śmierci księciem Szampanii mianowany jego syn Arnulf.
Miał czterech synów:
- Hugona, abp Rouen
- Arnulfa
- Gotfryda
- Pepina